# Оттон III (герцог Каринтии)
Оттон III ( умер 28 мая 1310) — граф Герца и Тироля, герцог Каринтии, Краины в 1295 — 1310 года из Горицкой династии.
Оттон был сыном герцога Мейнхарда II и Елизаветы дочери Оттона II Баварского.

## Биография
В 1295 году он наследовал после смерти отца вместе со своими братьями Альбертом, Людвигом и Генрихом.
Оттону удалось договориться с епископом Бриксена о границе между Тиролем и епископством, которая устанавливалась по рекам Авизио и Адидже, к северу от Тренто.
Хотя Оттон благодаря королю Альбрехту I реформировал тирольскую таможню, но расточительность его двора сильно разоряла бюджет. Оттон расширил рынок в Грейце.

## Семья
Муж с 1300 года Ефимии (1278/1283—1347), дочери герцога Генриха V Легницкого. У них родились 4 дочери:
- Елизавета (ум. 1352), жена с 1322 года короля Педро II Сицилиийского
- Анна (ок. 1300—1335), жена с 1338 года пфальцграфа Рудольфа II
- Урсула (ум. 1327)
- Эуфемия (ум. 1329/1330)

Так как Оттон умер не оставив сыновей, в 1310 году его владения были унаследованы его младшим братом Генрихом Каринтийским.